# Irmo (Caroline du Sud)
Irmo est une ville de l'État américain de Caroline du Sud, située dans les comtés de Richland et de Lexington. Selon le recensement de 2010, sa population est de 11 097 habitants.

## Démographie
| 1900 | 1910 | 1920 | 1930 | 1940 | 1950 |
| ---- | ---- | ---- | ---- | ---- | ---- |
| 193  | 267  | 236  | 365  | 230  | 281  |

| 1960 | 1970 | 1980  | 1990   | 2000   | 2010   |
| ---- | ---- | ----- | ------ | ------ | ------ |
| 359  | 517  | 3 957 | 11 280 | 11 039 | 11 097 |